# IC 3060
IC 3060 — галактика типу Sab (компактна витягнута галактика) у сузір'ї Діва.
Цей об'єкт міститься в оригінальній редакції індексного каталогу.